# Reactor B
El reactor B en Hanford Site, Washington, fue el primer reactor nuclear para la producción a gran escala de plutonio. El proyecto fue iniciado dentro del Proyecto Manhattan, durante la Segunda Guerra Mundial, para desarrollar las primeras armas nucleares. Fue diseñado y construido por la compañía DuPont sobre la base de los diseños experimentales probados por Enrico Fermi en la Universidad de Chicago. Fue diseñado para funcionar a 250 megavatios. El reactor estaba moderado por grafito y refrigerado por agua. Estaba compuesto de un cilindro de grafito de 1200 toneladas de 28 por 36 pies, en posición horizontal, y atravesado en toda su longitud por 2004 tubos de aluminio. En los tubos, doscientas toneladas de perdigones de uranio del tamaño de diámetro de las monedas de un cuarto de dólar, selladas en latas de aluminio. El agua de refrigeración era bombeada a través de canalizaciones de aluminio rodeando los perdigones de uranio a una cadencia de 75.000 galones por minuto. El reactor producía plutonio-239 irradiando uranio-238 con neutrones.
El reactor B fue uno de los tres reactores – los otros dos fueron los D y F – construidos a unos 10 km de separación de la orilla sur del río Columbia. El Reactor B inició su producción en septiembre de 1944, el reactor D lo hizo en diciembre y el reactor F en febrero de 1945. Cada reactor disponían de sus propias instalaciones auxiliares que incluían una estación de bombeo en el río, grandes estanques de almacenamiento, una planta de filtrado, enormes bombas motorizadas para llevar el agua hasta la pila, e instalaciones de emergencia para refrigeración en el caso de una falta de energía.
El plutonio para la prueba Trinity, experimentada en el Laboratorio Nacional de Los Álamos en Nuevo México, y en la bomba Fat Man, y posteriormente lanzada sobre Nagasaki, Japón, fue creada en los reactores B, D y F. Posteriormente, se construyeron otros reactores, pero los tres primeros estuvieron en funcionamiento durante dos décadas. El reactor B fue cerrado en febrero de 1968; los reactores D y F lo hicieron en junio de 1967 y junio de 1965, respectivamente. En un proceso llamado de sepultura, los edificios del reactor son demolidos hasta el escudo de cuatro pies de grueso de cemento que se encuentra alrededor del núcleo del reactor. Los reactores D y F ya han sido sepultados, como lo han sido también los C y DR. La mayoría de los edificios auxiliares también han sido demolidos. Los reactores H, K-Este, K-Oeste y N están programados para ser sepultados, en este orden. Existe intención de convertir el Reactor B en un museo, pero si no se cumple, seguirá el mismo destino que los otros reactores.